# Malm (legering)

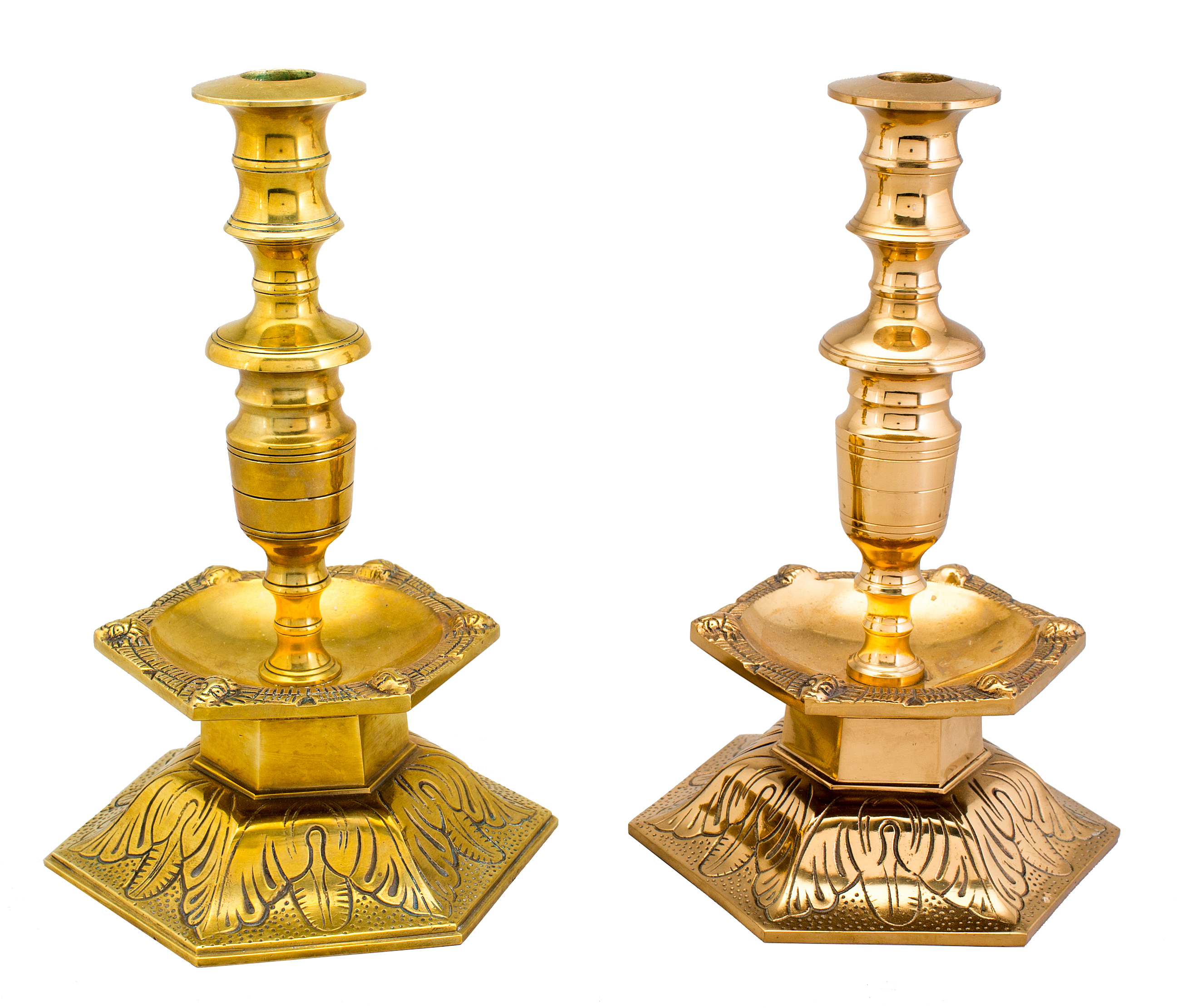
Två ljusstakar, i legeringen mässing till vänster respektive malm till höger.

Malm är en bronslegering bestående av cirka 80 % koppar och cirka 20 % tenn, och därmed ungefär identisk med klockbrons. 

## Definition
Förr i tiden var dock "malm" en beteckning för ospecificerade kopparlegeringar som varken kunde kallas brons (koppar och tenn) eller mässing (koppar och zink), eftersom de förutom koppar kunde innehålla såväl tenn, zink som bly i olika proportioner.
Sven Rinman definierade i sitt Bergverklexikon malm som en legering av mässing inblandad med bly och lite tenn som var en billigare form av mässing som ofta användes i mortlar för sin hårdhets skull. Jakob Albrekt Flintberg och Gerhard Meyer definierade malm som samma sak som klockbrons, medan J. G. Wallenius menade i Mineralogica (1747) att den även innehöll bly och att man helst även skulle tillsätta lite mässing. Berzelius ansåg även han malm som identiskt med klockbrons medan Almroths kemi 1834 beskriver malm som en legering mellan koppar, zink, tenn och bly.

## Egenskaper
Precis som mässing och koppar kan malmföremål putsas högblanka, men malmens färg är mörkare än mässing, mer kopparlik.